# Ибн Аджуррум
Абу Абдуллах Мухаммад ибн Мухаммад ас-Санхаджи, известный как Ибн Аджуррум (араб. ابن آجروم‎;
1273, Фес — 1323[…], Фес) — арабский марокканский учёный-грамматик и правовед, автор фундаментального труда по арабской грамматике Аль-Мукаддима аль-Аджуррумийя фи Мабади Ильм аль-Арабия (араб. المقدمة الآجُرُّومية في مبادئ علم العربية‎), который обычно просто именуется аль-Аджуррумийя (араб. الآجرومية‎). Труд был издан на различных языках в общей сложности 12 раз.

## Биография
Его полное имя: Абу Абдуллах Мухаммад ибн Мухаммад ибн Дауд ибн Аджуррум ас-Санхаджи. О его жизни известно мало: в арабских источниках указано, что он родился в Фесе, через Каир совершил паломничество (хадж) в Мекку, в Каире был учеником андалузского грамматика Абу Хайяна ибн Мухаммеда Юсуфа аль-Гарнати, а позже много лет прожил в Мекке, где и начал писать своё главное произведение. Вернувшись в Фес, он занялся организацией обучения арабской грамматике при мечетях в Аль-Андалузе (Испании), чем занимался до самой смерти. По одним данным, умер в Фесе, по другим — был только похоронен там. Помимо грамматики занимался также другими науками, хорошо знал Коран.
Он предположительно происходил из берберского племенного союза Санхаджи и принадлежал к куфийской грамматической школе. Его сочинение, пользовавшееся большим уважением у последующих арабских грамматиков, в Европе стало известно с XVI века; оно издавалось в Риме, Париже, Лондоне и Мюнхене и было переведено в том числе на латинский, французский, английский и немецкий языки.